# أنيتا دوبيلي زامبيتي
أنيتا دوبيلي زامبيتي (1865 - بعد 1931) معلمة إيطالية وكاتبة ومناصرة لحق المرأة في التصويت وناشطة سلام. وُلدت في مدينة غاردوني بإقليم لومبارديا، ونشأت في روما. درّست اللغة الإنجليزية والإيطالية في مدرسة المعلمين النسائية، ونشطت في المجلس الوطني للمرأة الإيطالية، كما عملت في مجلسه التنفيذي. ناضلت في سبيل حق المرأة في التصويت مشاركة في تأسيس اللجنة الوطنية لحق المرأة في التصويت. على الرغم من أنها ظلت أمينة للجنة الوطنية منذ عام 1908 إلى عام 1915، فقد تركت المنظمة بسبب رفضها الاعتراض على دخول إيطاليا في الحرب العالمية الأولى. شغلت، منذ عام 1915 إلى عام 1921، منصب أمينة مراسلات التيار الوطني، بانضمامها إلى الرابطة النسائية الدولية للسلام والحرية عند تأسيسها عام 1915، وكانت رئيسًا لفرع المنظمة في روما.
كان التمكين الاجتماعي والسياسي للمرأة لتحقيق الاستقلال من بين القضايا التي دافعت عنها دوبيلي. ناضلت من أجل الاعتراف بالأطفال غير الشرعيين للجنود وحمايتهم، ومن أجل توفير الرعاية للنساء والأطفال أثناء الحرب. احتجت على احتجاز أسرى الحرب ودعت إلى إطلاق سراحهم. اعتبرت السلطات تصرفاتها غير وطنية، واستدعتها الشرطة بانتظام للاستجواب وروقبت وفُتش بريدها. نشرت مقالاتها حول القضايا الاجتماعية في المجلات النسائية والاشتراكية. ترجمت إلى الإيطالية أعمال المؤلفين الأجانب الذين انتقدوا الأعراف الاجتماعية كإدموند دين موريل وأبتون سنكلير.

## النشأة والتعليم
وُلدت أنيتا دوبيلي عام 1865 في مدينة غاردوني بمملكة إيطاليا، لأبوين هما إرميليندا (المولودة باسم نوريس) وفرديناندو دوبيلي. كان من بين إخوتها أديلينا، وإيما بايس، التي أسست في ما بعد قسم اللغة الإيطالية في كلية بيدفورد بلندن وترأسته، وشقيقها سبارتاكو، الذي سيصنع لاحقًا سيارة دوبيلي. كان والدها صحفيًا راديكاليًا، وبات نشطًا في الحركة الديمقراطية بعد انتقال العائلة من لومباردي إلى روما. تزوجت بأميلكار زامبيتي، عالم الرياضيات والفيزياء وأنجبا طفلين هما فوريو ونوفيلا زامبيتي.

### التدريس (1904-1931)
كانت دوبيلي مدرسة للغة الإنجليزية والإيطالية بمدرسة المعلمين في روما. آمنت بشدة بأن للمرأة الحق في الاستقلال المالي وشجعت طالباتها على الاستعداد للمستقبل من دون حاجة إلى الدعم من الرجال. أدركت دوبيلي، في سعيها لإصلاح تعليم المرأة في إيطاليا، نقص إعداد الفتيات للمدرسة الثانوية الناتج عن التركيز الأساسي على العلوم المنزلية. اقترحت إصلاحات تعليمية من شأنها أن تجعل الموضوعات أقل دسامة، واقترحت تقسيمها إلى أربعة قطاعات هي العلوم والرياضيات، والتاريخ والأدب، وعلم التربية، والعلوم الاجتماعية على أن يصبح كل قطاع مسارًا مختلفًا للجامعة. كما دعت إلى الدورات المختلطة. تطوعت كممرضة خلال الحرب. انضمت إلى المدرسة التقنية الغربية في جنوة بين عامي 1927 و1931.

### الكتابة
قدمت دوبيلي مقالات إلى المجلة النسوية الدولية يوس سفراجي حتى نحو عام 1916، والمجلة النسائية الإيطالية الأسبوعية إيل تشيمنتو (المحاكمة) بين عامي 1919 و1920. كما نشرت أيضًا في مجلات اشتراكية كمجلة لا ديفيزا ديلي لابوراتريشي (الدفاع عن النساء العاملات) وأوغويانسا (المساواة). كتبت مقالات صحفية كمقال «اطردوا النساء!»، 1919)، و«التنظيم والإضرابات»، 1919)، و«الرابطة النسائية الدولية للسلام الدائم»، 1919). راجعت دوبيلي أعمالًا مثل كتاب تيودور جوران آوتور دي فيمنزمه (حول النسوية، 1906)، الذي انتقدته بصفته «خاليًا تمامًا من أي قيمة اجتماعية» بسبب افتقاره إلى الفكر الأصيل والاستناد إلى التقاليد التي لم تراع أحوال العصر. اضطلعت بترجمة تحقيق أبتون سنكلير عن الصحافة، الذي قارن فيه الصحفيين بالمومسات اللاتي يخدمن مصالح السياسيين ورجال الأعمال، وليس الجمهور، وأعمال إدموند ديني موريل عن انتهاكات حقوق الإنسان التي ارتكبتها الإدارة البلجيكية في مستعمرتهم في الكونغو. كانت عضوًا في أكاديمية الكتاب الإيطاليين، منذ عام 1924، من خلال الجمعية التاريخية الليغورية لأرض الأسلاف، في جنوة.